# Live CD
Live CD je operační systém (obvykle obsahující další software) uložený na bootovatelném CD, jenž z něj může být spuštěn bez nutnosti jeho instalace do pevné paměti, jakou je např. pevný disk. Systém se znovu vrátí ke svému původnímu OS, když je Live CD vyjmuto z mechaniky a počítač je restartován. To je možné díky neukládání dat na pevný disk, ale jejich uložení do dočasné paměti, jakou je např. paměť RAM. Takovéto řešení však klade vysoké nároky na paměť počítače, a při jejím nedostatku se častým čtením z optické mechaniky může snížit výkon systému.
Live DVD je aplikací stejného principu na DVD. Nejčastěji se používá pro instalační média, která potřebují víc dat než se vejde na CD.
Live USB je aplikací stejného principu na zařízení USB Mass Storage, jakým je třeba externí disk nebo Flash disk. Ty se těší stále větší oblibě, protože manipulace s daty je oproti CD a DVD pohodlnější.

## Obecné rysy
Některé OS vydané jako Live CD navíc nabízejí uživateli instalační program spustitelný přímo z plochy počítače, jenž volitelně nainstaluje celý systém na pevný disk nebo USB flash disk. Většina Live CD OS může také zapisovat nebo číst data z interních nebo externích pevných disků, disket a USB flash disků.
Převážná většina Live CD obsahuje OS postavený na základě GNU systému a linuxovém jádře, ale jsou zde také Live CD postavené na ostatních operačních systémech, jako je Mac OS, Mac OS X, BeOS, FreeBSD, Minix, NetBSD, Plan 9 nebo Microsoft Windows. Nicméně legalita Live CD postaveného na základě kódu Windows je pochybná. První OS, který vyšel také jako Live CD, byl Mac OS 7 v roce 1991.
Utilita syslinux slouží k bootování Live CD postavených na linuxovém jádře stejně dobře jako bootování z diskety. Na PC se bootovací CD podřizuje standardu El Torito, který přistupuje k datům na disku prostřednictvím virtuální disketové mechaniky. Mnoho Linuxových Live CD používá komprimovaný souborový systém, často také s ovladačem, umožňující zpětné dekomprimování dat. Takovéto řešení uložení dat na Live CD zdvojnásobuje jeho paměťovou kapacitu, zároveň však zpomaluje spouštění aplikací. Výsledné prostředí může být ovšem velmi bohaté: typický Live CD OS Knoppix obsahuje kolem 1200 různorodých programových balíčků.
Live CD OS si získal dobrou reputaci pro svou pokročilou podporu auto-konfigurace a vynikající funkčnost zařízení plug-and-play. To je nezbytné k vyvarování se potřeby konfigurovat systém pokaždé, když jej uživatel spustí, a také k vytvoření jednoduchého prostředí pro začínající uživatele.

## Mini Live CD OS
Mini Live CD OS, který je také známý pod pojmem bootovací vizitka, je Live CD OS dostatečně malý, aby se vešel na CD-ROM, který velikostí a tvarem připomíná vizitku. Mini-Live CD OS jsou schopny pojmout kolem 50 MB, nebo 100 MB komprimovaně. Damn Small Linux (Puppy Linux, Feather Linux) je příklad softwarově bohatého Mini Live CD OS, jenž zabírá pouhých 50MB a obsahuje skripty pro instalaci na USB flash disk nebo pevný disk.

## Emulace
Existuje také spousta emulačních programů, které umožňují používání nebo vyzkoušení Live CD OS bez nutnosti jejich vypalování na CD nebo bootování z počítače. Nejznámější program je VMware Workstation, který také nabízí nejširší podporu i386 emulace. Mezi ostatní patří např. VirtualBox, QEMU, PearPC a Bochs jenž umí také emulovat x86 nebo PowerPC platformy, třebaže díky jejich softwarové emulaci jsou pomalejší než jejich hardwarová alternativa. Jiný komerční emulátor je třeba Virtual PC.

## Seznam Live CD OS

### Apple Macintosh OS
- BootCD od Charlessoft pro Mac OS X
- Clone X od Tri-Edre pro Mac OS X – Komerční produkt

### BSD OS
- Anonym.OS – Postaveno na OpenBSD speciálně pro bezpečné a anonymní brouzdání internetem
- BSDAnywhere live distribuce OpenBSD (kompletní systém včetně X11)
- DragonFly BSD
- FreeSBIE (Postaveno na FreeBSD)
- NeWBIE (Postaveno na NetBSD)
- Frenzy mini-CD (Postaveno na FreeBSD)
- MaheshaBSD Archivováno 31. 1. 2009 na Wayback Machine. modulární LiveCD distribuce s podporou anonymního surfování, postaveno na FreeBSD 8.0
- NetBSD – Oficiální Live CD obraz Přímý odkaz Archivováno 30. 6. 2020 na Wayback Machine. a dokumentace Archivováno 30. 6. 2020 na Wayback Machine.

### Linux
(prakticky všechny linuxové distribuce, jsou k vyzkoušení jako Live CD)
- NimbleX – 200 MB Live CD, založená na Slackware linuxu
- Knoppix – „Originální“ Debian Live CD
- Damn Small Linux – Osekaný Knoppix na velikost bootovací vizitky nebo USB flash disku
- Puppy Linux – Malý (60MB), schopný zpětně vypalovat data na své CD nebo DVD (pouze multisession verze)
- PCLinuxOS – Výtažek z Mandrake Linuxu, část Live CD Projektu
- Saxana.cz – Česká distribuce založená na Gentoo
- Slax – česká distribuce vyvíjená Tomášem Matějíčkem, založená na Slackware linuxu
- BackTrack – Distribuce k testováni penetrace systémů. Vznikla spojením WHAX a Sbírky kontrol bezpečnosti.
- Ubuntu – Velmi populární výtažek z Debian Linuxu

### Microsoft Windows
- Bart PE (Windows XP/2003)
- Bootovací CD pro Windows UBCD4Win (Windows XP) – Rozšiřuje možnosti BartPE
- Avast Bart CD – Komerční produkt
- Microsoft Windows Preinstallation Environment (Windows PE) – předinstalační prostředí pro instalaci Windows, nebo prostředí pro řešení problémů s počítačem (Windows Recovery Environment – Windows RE)
- Mini PE XT
- Reatogo Záchranné CD

Poznámka2 – Live CD založené na Windows XP, tj. BartPE a Reatogo, lze použít bez virtuální paměti, pokud má počítač dostatečně velkou operační paměť RAM (pro BartPE asi 80 MB, pro Reatogo asi 128 MB), data lze ukládat do ramdisku nebo např. na USB flashdisk. BartPE i Reatogo lze také nainstalovat na interní i externí pevný disk (i flashdisk) a to buď současně s již instalovanými Windows nebo jako jediný operační systém. Pro oba projekty existuje plná podpora češtiny. České stránky o live verzi Windows: http://www.craftcom.net

### OpenSolaris
- SchilliX je první OpenSolaris Live CD distribuce.
- BeleniX
- Nexenta

### Ostatní
- BeOS – všechny BeOS distribuce mohou být spouštěny jako Live CD, třebaže PowerPC verze musí být spouštěna pomocí Mac OS 8
- QNX – QNX Neutrino RTOS (verze 6.x.x) může být z instalačního CD spuštěn jako Live CD

## Záchranné a opravné Live CD OS
- SystemRescueCd je Linuxové CD s nástroji pro opravu OS Windows a Linuxu. Postaveno na Gentoo Linuxu.
- 911 Rescue CD DOS-ovský nástroj pro opravy OS Windows (technicky vzato se nejedná o Live CD)